# عفت عنان
عائشة عفت عنان (30 أكتوبر 1908 - 8 يونيو 1985) كانت مؤرخة وعالمة اجتماع تركية. كانت واحدة من بنات مصطفى كمال أتاتورك الثمانية المتبنين. ومن المعروف أنها شاركت في ممارسة الأنثروبولوجيا الفيزيائية، حيث قاست أكثر من ستين ألف جمجمة في الأناضول بهدف دعم أطروحة التاريخ التركي.

## حياتها

### تعليمها وعائلتها
ولدت في 30 أكتوبر عام 1908 ببلدة دويران بسالونيك. والدها هو إسماعيل حقي بك (أوزماي) ضابط الغابات ووالدتها هي شهزانا هانم حفيدة إمرالله أفندي محافظ دويران. وانتقلت عائلتها للأناضول بعد حروب البلقان.
بدأت عفت عنان تعليمها الابتدائي بحي ميحاليتششيك باسكيشهر. وفي عام 1915 توفيت والدتها إثر إصابتها بمرض السل. واصلت عفت تعليمها بأنقرة وببيجا. وفي عام 1920 حصلت على شهادة الدراسة الإبتدائية لمدة ست سنوات. وفي عام 1921 انتقلت العائلة لألانيا. وفي عام 1922 حصلت عفت هانم على إذن التعليم في إلمالي. وعينت مديرة بمدرسة البنات بإلمالي. وكانت تغير مكانها بإستمرار بسبب مهنة والدها. وفي عام 1925 تخرجت من كلية المعلمات ببورصة وبدأت العمل بمدرسة إبتدائية بأزمير. وفي إثر مقابلتها لأتاتورك حازت على فرصة إستمرارها في التعليم لسنوات لاحقة.

## أعوام مقابلتها لأتاتورك وتعليمها
وفي عام 1925 سنحت الفرصة لعفت هانم لمقابلة أتاتورك رئيس الجمهورية أثناء زيارتها لحديقة الشاي وذلك إثر بدأها وظيفتها الجديدة بالمدرسة الإبتدائية. لفتت انتباه رئيس الجمهورية لأن عائلتها من بلدة دويران بسالونيك. وفي اليوم التالي إلتقي أتاتورك مع عائلتها. وقالت عفت لغازي باشا بأنها كانت تريد مواصلة تعليمها وأنها كانت تريد أيضا أن تتعلم لغة أجنبية. وبعد فترة وجيزة عينت بأنقرة. وأرسلت لمدينة لوزان بسويسرا لتعلم اللغة الفرنسية وذلك بتصريح من الوزارة.
وفي عام 1927 عندما عادت لتركيا قامت بالتدريس في مدرسة البنات الفرنسية لفترة من الوقت. وفي تلك الأثناء إمتحنت امتحان القبول لكي تكون مدرساً للتاريخ بالمدرسة الثانوية وحصلت على شهادة التدريس. وعينت مدرساً للتاريخ وللتربية المدنية بكلية المعلمين الموسيقية بأنقرة (1929-1930). وعندما بدأت وظيفتها أدرك أتاتورك أن الكتاب الذي تقرئه من أجل التربية المدنية غير كافي. وبناءً على ذلك ترجمت الكتاب المسمى «التربية المدنية» التي درسته في مدرسة البنات الفرنسية الثانوية. جمُعت تراجم عفت هانم وتراجم توفيق بيكلي أوغلو الذي ترجمهم من الأعمال الألمانية وكتابات أتاتورك حول بعض القضايا وأًصُدر كتاب المعلومات المدنية للمواطنين. قد أسُتخدم الكتاب ككتاب مدرسي في المدارس الثانوية. وقد نشُر عدة مرات حتى عام 1935. وبعد عام 1935 واصلت عفت هانم تعليمها بمدرسة البنات الثانوية بأنقرة.

## إعترافها بالحقوق السياسية للمرأة
اهتمت عفت هانم في عملها بحقوق المرأة. وفي 3 أبريل من عام 1930 وبناءً على رغبة أتاتورك عقدت مؤتمراً حول حق المرأة التركية في الانتخاب في جمعية الثقافة. وكان هذا المؤتمر هو أول مؤتمر عقدته عفت عنان. وتلقت عفت هانم دروس الخطبة للمؤتمر من حمد الله صبحي أشهر خطباء ذلك العصر واختار أتاتورك بنفسه الملابس التي سترتديها عفت عنان وأهداها أزرار من الماس من أجل قميصها.

## تأسيس الجمعية التاريخية التركية
عندما أرادت عفت هانم من أتاتورك بأن يسمح لها بأن تعلن عن المادة الثانية والثالثة من قانون الجمعية التركية الثقافية وعدها بأنها ستكون مندوبة أكسراي في مؤتمر الجمعية الثقافية التركية الذي سيعقد في 26-27 أبريل من عام 1930. وقرأت الخطبة التي ستعلن بها هدف الجمعيات التركية الثقافية ووظيفتها. وفيما بعد أعربت عن الأطروحة التي وصفتها بأنها أطروحة التاريخ التركي. اقترحت إنشاء لجنة لفحص التاريخ التركي وحضارته بشكل علمي وبناءً على هذا الاقتراح كانت عفت عنان من بين الستة عشر عضو المؤسسين للجنة التاريخ التركي والتي تشكلت عقب المؤتمر.
وعقب إغلاق الجمعيات الثقافية التركية بأمر أتاتورك في 10 أبريل من عام 1931 قرر الوفد بأن يكون جمعية بنفس مؤسسيه وسمُي بجمعية بحوث التاريخ التركي. أما في 3 أكتوبر عام 1935 أصبح إسمه الجمعية التاريخية التركية. وخلال أعوام 1935-1952 و1957-1958 تولت عفت عنان منصب نائب رئيس الجمعية.

## العديد من الدراسات في مجال التاريخ

### الخطوط العريضة للتاريخ التركي
وبعد تشكيل اللجنة شاركت عفت عنان في الدراسات العلمية للجنة التاريخية التركية. وشكلت اللجنة أساسيات أطروحة التاريخ التركي وألفت كتاب باسم الخطوط العريضة للتاريخ التركي. وخلال أعوام 1931-1941 شاركت عفت هانم في تأليف كتاب يدُرس بالمدارس الثانوية.

## خريطة بيري ريس
في عام 1929 احتلت عفت عنان مكاناً في وفد الجمعية التاريخية التركية حيث أنه يدرس خريطة بيري ريس الذي عثر عليها أثناء درسات تحويل قصر توبكابي لمتحف.

## جمجمة معمار سنان

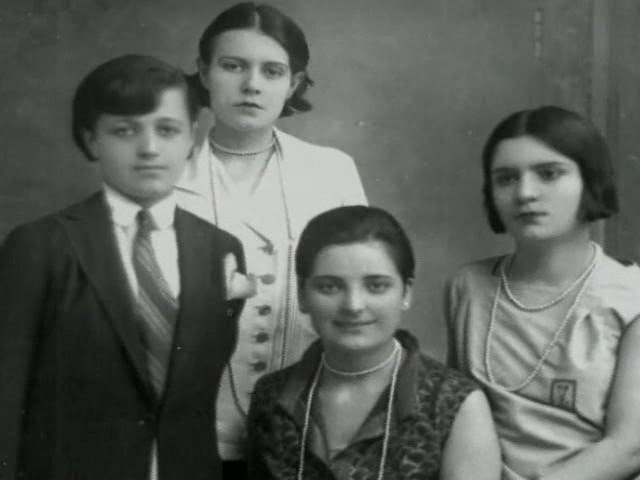
رقية، وصبيحة، وعفت عنان وزهرة

في مطلع عام 1930 أجُريت دراسات «التعرف على جمجمة العرق التركي». ووفقا لهذه الدراسات فتُحت قبور في العديد من الأماكن بتركيا. وفحُصت الجماجم. وعندما نشب نزاع بين المؤرخين حول هل معمار سنان ذات أصل تركي أم أرمني أم رومي أدعت عفت عنان أنه تركي وفتُحت مقبرته واقترحت تقديم نتيجة فحص الجمجمة لأتاتورك. أما أتاتورك الذي تابع النزاعات فقد أقر بتشييد تمثال لسنان على قطعة من الورق (2 يوليو 1935) (أنظروا نصب معمار سنان).
وفي 1 أغسطس عام 1935 أجُري هذا الفحص وأظهرت النتائج بأن معمار سنان يمتلك جمجمة قصيرة الرأس.

## الدورة التدريبية الأولى في كلية اللغات والتاريخ والجغرافيا بجامعة أنقرة
في 9 يناير عام 1936 أعطت عفت عنان المحاضرة الأولى بصفتها نائب رئيس الجمعية التاريخية التركية في افتتاح كلية اللغات والتاريخ والجغرافيا بجامعة أنقرة. وعرضت وزارة الثقافة عليها بأن تكون عضو هيئة التدريس بالجامعة إلا أنها أبلغتهم بأنها يمكنها أن تقبل بهذا عقب إتمامها للتعليم العالي والدراسات العليا.

## حياتها الأكاديمية
عقب إجراء عفت هانم مباحثات مع أعضاء هيئة التدريس بالجامعات في العديد من المدن بأوروبا قررت أن تتم تعليمها العالي في جنيف. وكانت طالبة الأنثروبولوجي السويسري يوجين بيتارد في قسم العصر الحديث والتاريخ الحديث بكلية العلوم الإقتصادية والإجتماعية بجامعة جنيف. وفي يوليو 1938 قدمت أطروحة باسم «التاريخ الاقتصادي من العهد العثماني التركي» وحصلت على درجة البكالوريوس. وفي يوليو 1939 أكملت الدكتوراه وحصلت على درجة الدكتوراه في علم الإجتماع. وكان اسم الأطروحة هي «الشخصية الأنثروبولوجية للشعب التركي وللتاريخ التركي». ومن أجل هذه الدراسة قدمت أبحاث عن بقايا 64 ألف من الهيكل العظمي في الأناضول. وخلال أعوام تعليمها عقدت مؤتمرات في جنيف وبوخارست وشاركت في مؤتمرات الجمعية التاريخية التركية وقدمت مذكرات.
وبعد عودتها لتركيا عيُنت نائب مساعد وأستاذ بكلية اللغة والتاريخ والجغرافيا بأنقرة بجانب إستمرارها في التدريس بمدرسة البنات الثانوية بأنقرة. وفي عام 1940 تزوجت عفت هانم برفعت عنان أخصائي أمراض النساء والتوليد وكان محاضر في عام 1942 وأصبح أستاذ جامعي في عام 1950.
وبعد عام 1950 ألقت عفت عنان محاضرات بكلية العلوم بأنقرة وبجامعة هاستيب وبكلية الصيدلة بجامعة إيجة وبالأكاديمية العسكرية بأنقرة حول الجمهورية التركية والثورة التركية.

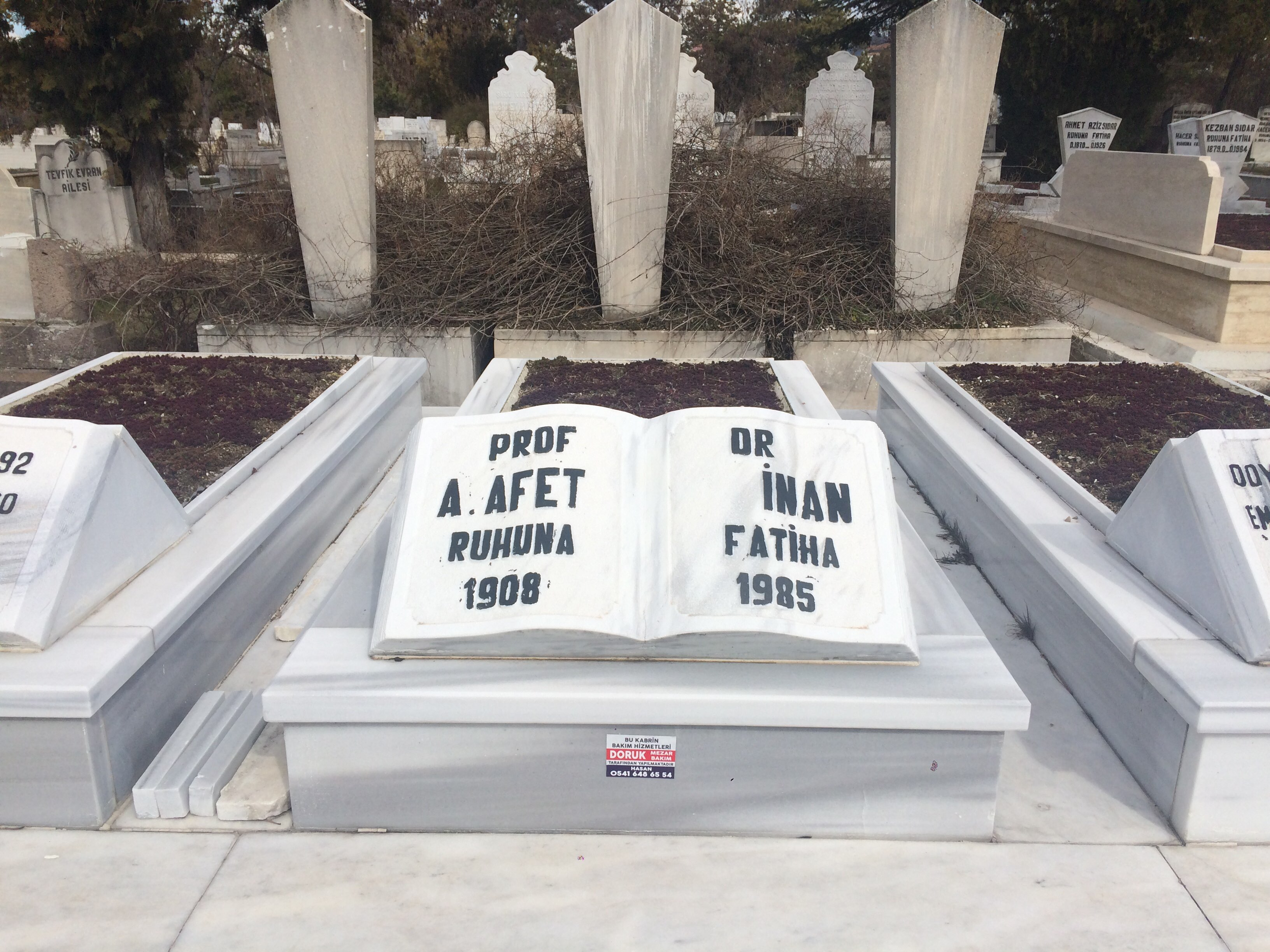
قبر عفت عنان، مقبرة جبه جي عصري

وفي عامي 1961-1962 أجرت أبحاث في إنجلترا. وخلال أعوام 1955-1979 مثلت الجمعية التاريخية التركية في اللجنة الوطنية لليونسكو بتركيا. وتولت منصب رئيس قسم تاريخ الثورة التركية وجمهورية تركيا بجامعة أنقرة. وفي عام 1977 قد تقاعدت برغبة كاملة عندما كانت في هذه الوظيفة.

## وفاتها
توفت عفت عنان في 8 يونيو عام 1985 بأنقرة عن عمر يناهز الستة والسبعون من عمرها.

## أعمالها
أجربت عفت عنان أبحاث تتعلق بأتاتورك بجانب دراسات تاريخية وسوسيولوجية مثل الخطوط العريضة للتاريخ التركي (1930)، معلومات المدنية وكتابات مصطفى كمال أتاتورك (1968)، الطبيعة الأنثروبولوجيا للشعب التركي وتاريخ تركيا (1947) وأصدرتهم مع أعمال أخرى مثل مذكرات ووثائق حول أتاتورك (1950).

## الجمعيات التي أسستها والتي كانت عضو بها
-الجمعية التاريخية التركية (مؤسس ومدير)
-جمعية حماية حقوق الأطفال (تأسيس)
-معهد بحوث الحياة الاجتماعية للمرأة التركية
-جمعية مساعدة المكتبة الوطنية